# Michèle Gavazzi
Œuvres principales
- Série Nessy Names

Michèle Gavazzi, née le 19 janvier 1973 à Montevideo en Uruguay, est une écrivaine québécoise de littérature jeunesse, vivant dans la région de l'Outaouais.

## Biographie
Michèle Gavazzi naît le 19 janvier 1973 à Montevideo, Uruguay. Un an plus tard, sa famille déménage en Italie, pays d'origine de son père, avant de déménager à nouveau pour s'installer au Québec en 1976. Elle y grandit et, sous l’insistance de ses parents, étudie les sciences pures au Cégep de l'Outaouais, puis obtient un baccalauréat ès arts en langues et littératures modernes à l'Université d'Ottawa en 1998. C'est grâce à ses enfants qu'elle commence à écrire, en 2005, car elle veut leur montrer un différent genre de roman,.

## Prix
Michèle Gavazzi gagne le prix Jeunesse des univers parallèles en 2008 pour son roman Nessy Names. La Malédiction des Tiens,.

## Œuvres

### SérieNessy Names
1. La Malédiction de Tiens, Porte-bonheur, 2006
2. La Terre sans mal, Porte-bonheur, 2007
3. Le Pachakuti, Porte-bonheur, 2007

### SérieEva, elfe des eaux
1. L'Héritage d'Isabella, Porte-bonheur, 2008
2. Le Plan de Ka'al, Porte-bonheur, 2008
3. Le Fils de Gaëlle, Porte-bonheur, 2008

### SérieIris
1. La Prophétie de la tisserande, Porte-bonheur, 2009
2. Les Artisans de vie, Porte-bonheur, 2009
3. La Prison du Chaos, Porte-bonheur, 2009

### SérieAria
1. La Cigüe, Porte-bonheur, 2010
2. Les Apôtres de Frank, Porte-bonheur, 2010
3. Immortalité, Porte-bonheur, 2010